# Jordbävningen i Nicaragua 1956
Jordbävningen i Nicaragua 1956 intrffade den 24 oktober 1956 klockan 14:42 UTC. Epictentrum var beläget väster om Masachapa, Managuadepartementet, Nicaragua. Jordbävningen hade en magnitud på Ms 7,3 eller Mw7,2. Rapporter om skadade byggnader kom från Managua. En studie av visar att jordbävningen kan ha varit relaterad till den jordbävning som drabbade Nicoyahalvön i Costa Rica den 5 oktober 1950.

### Fotnoter
1. ↑  http://iisee.kenken.go.jp/net/hara/nicaragua.htm
2. ↑  ”Arkiverade kopian”. Arkiverad från originalet den 4 mars 2016. https://web.archive.org/web/20160304083814/http://www.es.ucsc.edu/~anewman/research/papers/Okal_Newman_2001.pdf. Läst 16 mars 2012.
3. ↑  http://www.cne.go.cr/CEDO-CRID/CEDO-CRID%20v2.0/CEDO/pdf/spa/doc4626/doc4626-b.pdf
4. ↑  ”Arkiverade kopian”. Arkiverad från originalet den 6 augusti 2011. https://web.archive.org/web/20110806192457/http://earthquake.usgs.gov/research/data/centennial.pdf. Läst 21 augusti 2011.
5. ↑  http://www.manfut.org/chinandega/cristobal.html